# Bill Brown (futebolista)
William Dallas Fyfe Brown (Arbroath, 8 de outubro de 1931 - 30 de novembro de 2004) foi um futebolista escocês que atuava como goleiro.

## Carreira
Bill Brown fez parte do elenco da Seleção Escocesa de Futebol, na Copa do Mundo de 1958.